# Christian Miniussi
Christian Miniussi (Buenos Aires, 5 de julio de 1967) es un extenista profesional argentino.
Empezó a jugar en Adrogué Tenis Club y se convirtió al profesionalismo en 1984. Si bien tuvo una actuación similar en su carrera tanto en individuales como en dobles, fue en esta última modalidad donde obtuvo los logros más importantes. Es especialmente recordado por la medalla de bronce en dobles obtenida junto a Javier Frana en los Juegos Olímpicos de Barcelona 1992. También logró la medalla de bronce en singles y plata en dobles en los Juegos Panamericanos de 1983. 
Conquistó un título individual en su carrera en dos finales disputadas. El título fue logrado en 1990 sobre superficie dura en la ciudad de São Paulo y marcó el principio de una sequía en títulos sobre canchas rápidas para jugadores argentinos que duró más de diez años hasta que la rompiera Guillermo Cañas con su título en Chennai 2002. La otra final de su carrera la disputó en 1992 también en Brasil, en la ciudad de Maceió, perdiendo ante el español Tomás Carbonell. Ese mismo año alcanzó los cuartos de final del Masters de Roma perdiendo en tres sets ante Jim Courier, después de haber derrotado a Goran Ivanišević (8.º del mundo) y Marc Rosset.
Participó en los Juegos Olímpicos de Barcelona 1992 perdiendo en primera ronda ante Fabrice Santoro. En dobles, a pesar de estar enemistado con su compañero Javier Frana, alcanzaron las semifinales y estuvieron muy cerca de vencer a la dupla alemana formada por Boris Becker y Michael Stich. Finalmente cayeron por 6-7, 2-6, 7-6, 6-2 y 4-6, consiguiendo finalmente la medalla de bronce.
Su mejor actuación en torneos de Grand Slam fue la cuarta ronda del Torneo de Roland Garros en 1991, cayendo en cinco sets ante el suizo Jakob Hlasek. Representó al Equipo argentino de Copa Davis entre 1986 y 1992, casi exclusivamente como doblista, formando la pareja titular en casi todas las series junto a Frana.
Su último torneo fue un challenger en Santiago en 1995. Actualmente se dedica a la organización de torneos de tenis, entre ellos, el ATP de Buenos Aires.

## Torneos ATP (6; 1+5)

### Individuales (1)

#### Títulos
| Leyenda                |
| Grand Slam (0)         |
| Tennis Masters Cup (0) |
| ATP Masters Series (0) |
| ATP Tour (1)           |

| N.º | Fecha                  | Torneo    | Superficie | Oponente en la final | Resultado   |
| --- | ---------------------- | --------- | ---------- | -------------------- | ----------- |
| 1.  | 4 de noviembre de 1991 | São Paulo | Dura       | Jaime Oncins         | 2-6 6-3 6-4 |

#### Finalista (1)
| Leyenda                |
| Grand Slam (0)         |
| Tennis Masters Cup (0) |
| ATP Masters Series (0) |
| ATP Tour (1)           |

| N.º | Fecha                | Torneo | Superficie    | Oponente en la final | Resultado       |
| --- | -------------------- | ------ | ------------- | -------------------- | --------------- |
| 1.  | 3 de febrero de 1992 | Maceió | Tierra batida | Tomás Carbonell      | 6-7(12) 7-5 2-6 |

#### Clasificación en torneos del Grand Slam
| Torneo               | 1992 | 1991 | 1990 | 1989 | 1988 | 1987 | 1986 | Títulos |
| -------------------- | ---- | ---- | ---- | ---- | ---- | ---- | ---- | ------- |
| Abierto de Australia | 1r   | -    | -    | -    | -    | 1r   | -    | 0       |
| Roland Garros        | 1r   | 4r   | 1r   | -    | 1r   | -    | 3r   | 0       |
| Wimbledon            | 1r   | -    | 1r   | -    | -    | -    | -    | 0       |
| US Open              | 1r   | -    | -    | -    | -    | -    | -    | 0       |
| Tennis Masters Cup   | -    | -    | -    | -    | -    | -    | -    | 0       |

### Dobles (5)

#### Títulos
| Leyenda                |
| Grand Slam (0)         |
| Tennis Masters Cup (0) |
| ATP Masters Series (0) |
| ATP Tour (5)           |

| N.º | Fecha                    | Torneo       | Superficie    | Pareja          | Oponentes en la final                 | Resultado   |
| --- | ------------------------ | ------------ | ------------- | --------------- | ------------------------------------- | ----------- |
| 1.  | 25 de febrero de 1985    | Buenos Aires | Tierra batida | Martín Jaite    | Eduardo Bengoechea Diego Pérez        | 6-4 6-3     |
| 2.  | 16 de mayo de 1988       | Florencia    | Tierra batida | Javier Frana    | Claudio Pistolesi Horst Skoff         | 7-6 6-4     |
| 3.  | 8 de agosto de 1988      | San Vicente  | Tierra batida | Alberto Mancini | Paolo Cane Balazs Taroczy             | 6-4 5-7 6-3 |
| 4.  | 18 de septiembre de 1989 | Barcelona    | Tierra batida | Gustavo Luza    | Sergio Casal Tomáš Šmíd               | 6-3 6-3     |
| 5.  | 6 de julio de 1992       | Båstad       | Tierra batida | Tomás Carbonell | Christian Bergstrom Magnus Gustafsson | 6-4 7-5     |

#### Finalista (5)
| Leyenda                |
| Grand Slam (0)         |
| Tennis Masters Cup (0) |
| ATP Masters Series (0) |
| ATP Tour (5)           |

| N.º | Fecha                    | Torneo     | Superficie    | Pareja          | Oponentes en la final             | Resultado   |
| --- | ------------------------ | ---------- | ------------- | --------------- | --------------------------------- | ----------- |
| 1.  | 21 de septiembre de 1987 | Barcelona  | Tierra batida | Javier Frana    | Miloslav Mecir Tomáš Šmíd         | 1-6 2-6     |
| 2.  | 2 de mayo de 1988        | Múnich     | Tierra batida | Alberto Mancini | Rick Leach Jim Pugh               | 6-7 1-6     |
| 3.  | 25 de julio de 1988      | Burdeos    | Tierra batida | Diego Nargiso   | Joakim Nystrom Claudio Panatta    | 1-6 4-6     |
| 4.  | 26 de septiembre de 1988 | Palermo    | Tierra batida | Alberto Mancini | Carlos di Laura Marcelo Filippini | 2-6 0-6     |
| 5.  | 29 de julio de 1991      | San Marino | Tierra batida | Diego Pérez     | Jordi Arrese Carlos Costa         | 3-6 6-3 3-6 |

#### Clasificación en torneos del Grand Slam
| Torneo               | 1992 | 1991 | 1990 | 1989 | 1988 | 1987 | 1986 | 1985 | Títulos |
| -------------------- | ---- | ---- | ---- | ---- | ---- | ---- | ---- | ---- | ------- |
| Abierto de Australia | 2r   | 2r   | -    | -    | -    | 1r   | -    | -    | 0       |
| Roland Garros        | 1r   | 3r   | 2r   | 2r   | 2r   | -    | -    | 1r   | 0       |
| Wimbledon            | -    | -    | 1r   | -    | -    | -    | -    | -    | 0       |
| US Open              | 1r   | -    | 2r   | -    | -    | -    | -    | -    | 0       |
| Tennis Masters Cup   | -    | -    | -    | -    | -    | -    | -    | -    | 0       |

## Torneos Challengers (2)

### Individuales (2)

#### Títulos
| N.º | Fecha                 | Torneo    | Superficie    | Oponente en la final | Resultado   |
| --- | --------------------- | --------- | ------------- | -------------------- | ----------- |
| 1.  | 12 de febrero de 1990 | Nairobi-1 | Tierra batida | Pablo Arraya         | 2-6 6-3 6-4 |
| 2.  | 19 de febrero de 1990 | Nairobi-2 | Tierra batida | Menno Oosting        | 6-2 7-6     |